# محمد ناظم رضوی
سید محمد ناظم رضوی (زاده1356-کاشان) اهل ایران و شهردار منطقه بیست تهران است.
وی پیش از سمت شهرداری سمنان، شهردار کاشان، قائم‌مقام شهرداری منطقه ۱۰ تهران، معاون فنی و عمرانی شهرداری منطقه ۱۰ تهران، معاون فنی و عمرانی شهرداری منطقه ۱۷ تهران و معاون سازمان بازرسی شهرداری تهران بوده‌است. با روی کار آمدن شورای پنجم شهر سمنان طی جلسه‌ای در تاریخ ۲۰ مهر ۱۳۹۶ سید محمد ناظم رضوی با دریافت رأی موافق اکثریت اعضای شورای شهر سمنان سکان‌دار شهرداری مرکز استان سمنان شد و در مهرماه ۱۴۰۰ با حکم زاکانی به‌عنوان شهردار منطقه بیست تهران (شهر ری) منصوب گردید.

## زندگی‌نامه
سید محمد ناظم رضوی در سال ۱۳۵۷ در کاشان متولد شد. وی فرزند سید مهدی ناظم رضوی شهردار سابق کاشان و عضو فعلی شورای اسلامی شهر کاشان است. ناظم رضوی در دوران تصدی پست در شهرداری تهران تا سطح قائم مقام منطقه ۱۰ شهرداری تهران نیز مسئولیت داشت. در سال ۱۳۹۲ و با انتخاب اکثریت اعضای شورای اسلامی شهر به عنوان جوان‌ترین شهردار شهر تاریخی کاشان انتخاب شد و در سال ۱۳۹۶ نیز با اکثریت آرای شورای اسلامی شهر سمنان، شهردار این شهر گردید.

## مسئولیت‌ها
- شهردار سمنان
- شهردار کاشان
- شهردار منطقه ۲۰ تهران (شهر ری)

## تحصیلات
- کارشناسی عمران از دانشگاه تهران
- کارشناسی ارشد مهندسی عمران و راه و ترابری از دانشگاه صنعتی امیرکبیر
- کارشناسی ارشد شهرسازی از دانشگاه آزاد علوم و تحقیقات
- دکتری شهرسازی از دانشگاه آزاد اصفهان

## افتخارات
- دریافت مدال شهروند جهانی از سازمان شهروندان جهانی[۵]
- دریافت جایزه جهانی خشت طلایی تهران بابت طرح مسیر سلامت از مزرعه تا سفره[۶]
- کسب جایزه ملی شهردار برگزیده جستار کیفیت در تجربه‌های بازآفرینی شهری[۷]
- کسب گواهینامه سطح یک سیستم مدیریت صداقت[۸]
- کسب رتبه برتر جایزه ملی مدیریت مالی ایران سال ۱۳۹۵[۹]
- کسب جایزه توسعه اقتصاد شهری در همایش بین‌المللی اقتصاد شهری با محوریت اقتصاد مقاومتی[۱۰]